# Дельта Миссисипи (историко-географический регион)
Де́льта Миссиси́пи (англ. Mississippi Delta) — северо-западная часть американского штата Миссисипи, занимающая междуречье рек Миссисипи и Язу. Регион часто называют «Самое южное место на Земле»: причиной этому служит уникальная расовая, этническая, культурная и экономическая история. В период перед Гражданской войной (1861—1865) один из богатейших хлопководческих ареалов привлекал множество состоятельных плантаторов, а значит, и множество чёрных рабов. В настоящее время Дельта Миссисипи характеризуется очень высокой долей афроамериканцев, а также низким уровнем среднедушевого дохода. В культурном плане именно этот регион ассоциируется с зарождением современного джаза и блюза. Дельта Миссисипи регулярно страдает от сильных наводнений (особенно следует упомянуть разрушительные Великое наводнение на Миссисипи (1927 год) и недавнее наводнение 2011 года).

## География
Геоморфологически регион не является частью дельты реки Миссисипи. Это участок равнины, сложенной аллювиальными отложениями, появившейся в результате регулярных наводнений в течение тысяч лет. Собственно дельта и устье реки Миссисипи находятся приблизительно в 300 милях к югу от региона. Равнина практически идеально плоская, содержание гумуса в почвах (а значит и плодородие почв) одно из наивысших в мире.
Административно в регион входят полностью или частично округа Вашингтон, Де-Сото, Хамфрис, Карролл, Иссакуина, Панола, Куитмен, Боливар, Коахома, Лефлор, Санфлауэр, Шарки, Тьюника, Таллахатчи, Холмс, Язу, Уоррен.

## Музыка
Дельта Миссисипи устойчиво ассоциируется с некоторыми жанрами музыки, а именно с дельта-блюзом и рок-н-роллом, которые исполняли в барах и забегаловках для рабочих. Своими характерными особенностями жанры обязаны специфике жизни большинства обитателей региона: бедность и тяжёлый труд были и остаются ежедневной реальностью для большинства темнокожих испольщиков и мелких арендаторов земли.
Гуссов (Gussow, 2010) в своей книге рассматривает конфликт между чернокожими музыкантами и чернокожими же священниками, имевший место в регионе в период 1920-х — 1940-х годов. В текстах песен авторы юмористически описывали пороки святых отцов. Великое переселение (миграции чернокожих в северные штаты в середине XX века) ослабило связи между афроамериканцами и местными церквями.

## Сельское хозяйство

### Плантации
На протяжении двух столетий сельское хозяйство остаётся основой экономики Дельты. Основные культивируемые культуры — сахарный тростник и рис — были завезены с островов Карибского бассейна и интродуцированы европейскими переселенцами в XVIII веке. Помимо Дельты Миссисипи рис и сахарный тростник выращивают также в южной Луизиане и Дельте Арканзаса.
На ранних стадиях спектр выращиваемых культур был представлен также небольшими по площади посадками табака в районе Натчез, а также индиго в нижнем течении Миссисипи. Сельскохозяйственное освоение Дельты начиналось свободными фермерами фронтира, которые вместе со своими семьями занимались тяжёлым трудом на небольших участках земли, находившихся в их фактической собственности. В дальнейшем свободный фермерский труд был вытеснен трудоинтенсивной плантационной системой ведения хозяйства, которая зависела от постоянного притока бесплатной рабочей силы порабощённый индейцев, который к началу XVIII века заменили рабы, ввозимые из Африки. Тысячи негров захватывались, продавались и перевозились на кораблях из Западной Африки, попадая в Дельту через невольничьи рынки Нового Орлеана. Было узаконено наследственное рабство, и потомки ввезённых чернокожих рабов поколениями работали на плантациях, их бесплатный труд делал систему сверхдоходной.
Изобретение хлопкоочистительной машины на исходе XVIII века привело к распространению производства коротковолокнистого хлопчатника, который до этого не выращивался ввиду чрезвычайно трудозатратного процесса производства ткани. К началу XIX века хлопчатник стал основой растениеводства Дельты, спрос на продукцию выходил далеко за пределы США. Такое положение дел сохранялось и после Гражданской войны вплоть до падения цен на хлопок. Плантаторы считали, что аллювиальные почвы региона постоянно восстанавливают плодородие, поэтому результатом аграрного бума 1830-х было истощение почв и повсеместная эрозия в 1850-х. Из-за недостатка знаний плантаторы продолжали выращивать хлопок теми же приёмами и после Гражданской войны.
В довоенное время плантации в основном были расположены на возвышенностях неподалёку от реки, что обеспечивало низкие затраты на доставку продукции на рынки сбыта. К концу Гражданской войны большая часть внутренней территории за прибрежными возвышенностями по-прежнему была покрыта зарослями деревьев и кустарников, соответственно большая часть потенциальных посевных площадей не разрабатывалась.
После Гражданской войны 90 % внутренних земель Дельты не были включены в оборот, что заставило государство привлекать людей на этот образовавшийся фронтир, где низко квалифицированный труд по расчистке земли хорошо оплачивался. Десятки тысяч мигрантов (как чёрные, так и белые) переселялись в регион. К концу века две трети фермеров Дельты Миссисипи были чернокожими. Резкое падение цен на хлопок ввело многих из них в большие долги, большинство было вынуждено продать свои участки земли. На протяжении 1910-х — 1920-х годов первое и второе поколения афроамериканцев, живших после отмены рабства, потеряли собственные наделы и были вынуждены стать фермерами арендаторами или испольщиками.
Таким образом, арендаторство и испольщина заменили трудоинтенсивную плантационную систему ведения хозяйства. Новый способ ведения дел требовал внедрения новых технологий в сельское хозяйство. Начиная с конца XIX века расчистка и осушение заболоченных земель (особенно в Арканзасе и Каблуке Миссури) позволили ввести в оборот новые земли. Активная фаза механизации началась в 1930-е годы, вновь изменив потребности экономики, в результате тысячи сельскохозяйственных работников были более не нужны в хозяйстве и мигрировали в регионы Севера в ходе Великой миграции чёрных.
Начиная с конца XX века в хозяйственной структуре Дельты доминируют семейные фермерские хозяйства и агрохолдинги, штаб-квартиры которых расположены вне региона. Технические процессы отличаются высоким уровнем механизации и низкой ценой труда. Характерны большие хозяйства, владеющие сотнями и тысячами акров земли, на которых выращивают хлопчатник, сахарный тростник, рис и сою.

### Механизация
На протяжении 1920-х и 1930-х, вследствие начавшейся механизации на фермах Дельты, потерявшие работу чёрные и белые жители района начали перебираться в города. Великая Депрессия приостановила процесс, однако затем масштабная механизация захватила регион с новой силой. Механизация сельского хозяйства Дельты в сочетании с имевшимися свободными рабочими местами в других регионах привели к началу масштабной иммиграции из региона. Фермерское сельское хозяйство более не нуждалось в таком количестве рабочих рук, целые семьи экс-сельскохозяйственных рабочих переезжали.
С конца 1930-х годов и до 1950-х Дельта переживала сельскохозяйственный бум, который поддерживался спросом сначала из военной, а затем из восстанавливавшейся Европы. Поскольку механизация продолжалась, женщины покидали поля и переходили на работу в сфере услуг, в то время как мужчины в большинстве осваивали тракторы и другие машины и продолжали работать на фермах. С период 60-х — 90-х тысячи небольших ферм и хозяйств были поглощены большими агрохолдингами, небольшие сельские сообщества дельты вошли в период стагнации.

### Диверсификация
Артефакты, напоминающие об аграрном прошлом, разбросаны вдоль больших и малых дорог по всей Дельте. Большие населённые пункты выжили благодаря поощрению развития образования, медицины и управления. Прежде не столь важные отрасли сельского хозяйства: рыбоводство и птицеводство, выращивание риса, кукурузы и сои — приобрели большее значение. Сегодня суммарные доходы от этих видов деятельности в Дельте сравнялись с доходами от выращивания хлопка. Сдвиг сельского хозяйства от реки вследствие того, что основное транспортное значение ныне играют железные дороги и, в особенности, хайвэи, привёл к тому, что города, расположенные на Миссисипи, вынуждены были искать новые сферы специализации.
В последние годы с ростом автомобилестроения на Юге многие компании открыли предприятия в Дельте (как и в Дельте Арканзаса — ещё одном бедном регионе, расположенном на Миссисипи). Легализация в начале 1990-х годов игорных заведений в штате Миссисипи сильно помогла экономике Дельты, в особенности городам Туника (третий в по величине игорного бизнеса в США после Лас-Вегаса и Атлантик-Сити) и Виксберг.
Долгое время охота и рыбалка также привлекали дополнительные доходы в экономику региона.